# Sapromyza lebasii
Sapromyza lebasii är en tvåvingeart som beskrevs av Macquart 1843. Sapromyza lebasii ingår i släktet Sapromyza och familjen lövflugor.
Artens utbredningsområde är Colombia. Inga underarter finns listade i Catalogue of Life.